# Johnsonburg (Pennsylvanie)
Johnsonburg est un borough situé au centre du comté d'Elk, en Pennsylvanie, aux États-Unis,. En 2010, il comptait une population de 2 483 habitants. Il est incorporé le 29 janvier 1892.

## Démographie
Lors du recensement de 2010, le borough comptait une population de 2 483 habitants. Elle est estimée, en 2019, à 2 313 habitants.

### Source de la traduction
- (en) Cet article est partiellement ou en totalité issu de l’article de Wikipédia en anglais intitulé « Johnsonburg, Pennsylvania » (voir la liste des auteurs).